# Salamander-Areal

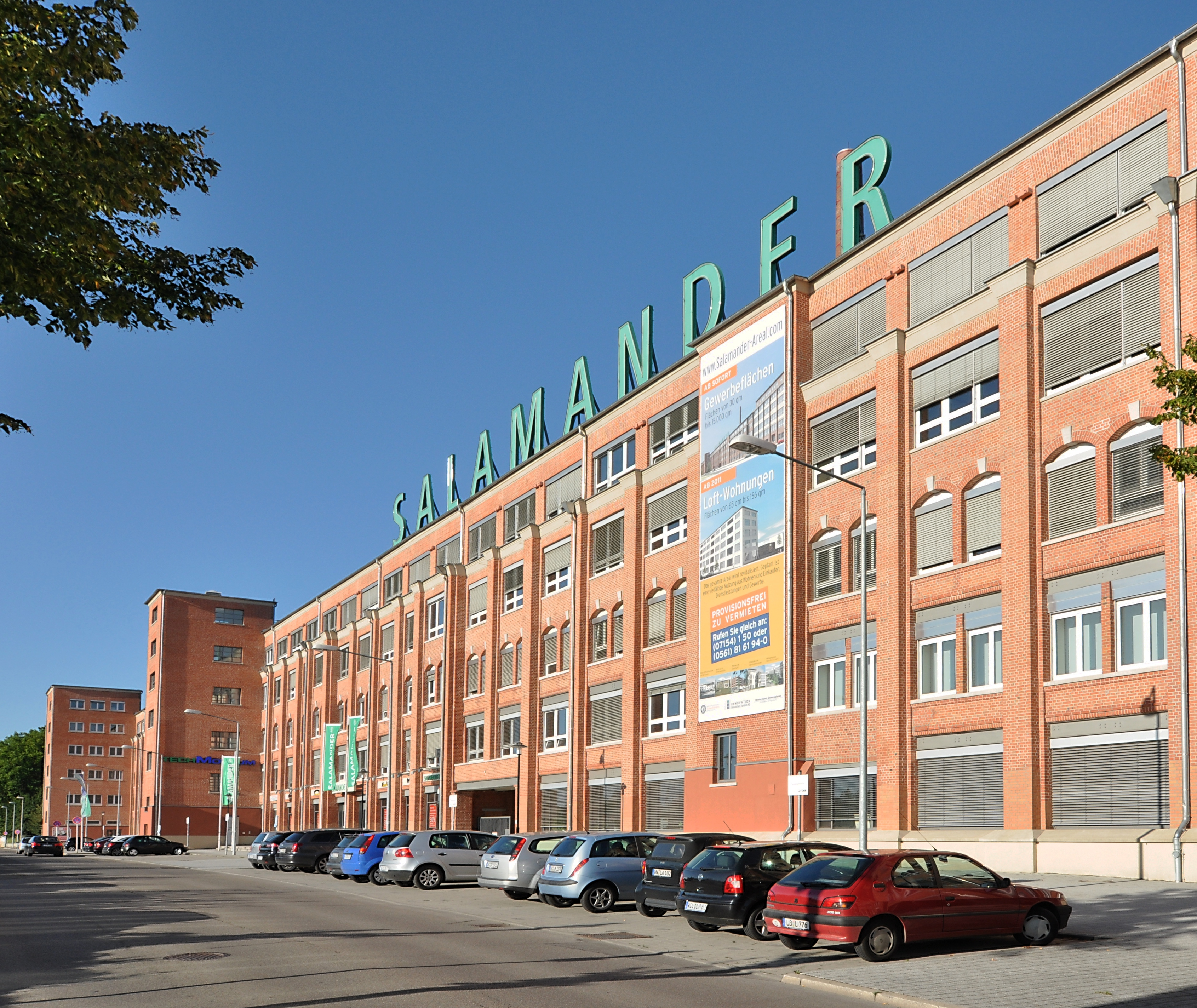
Salamandergebäude Kornwestheim

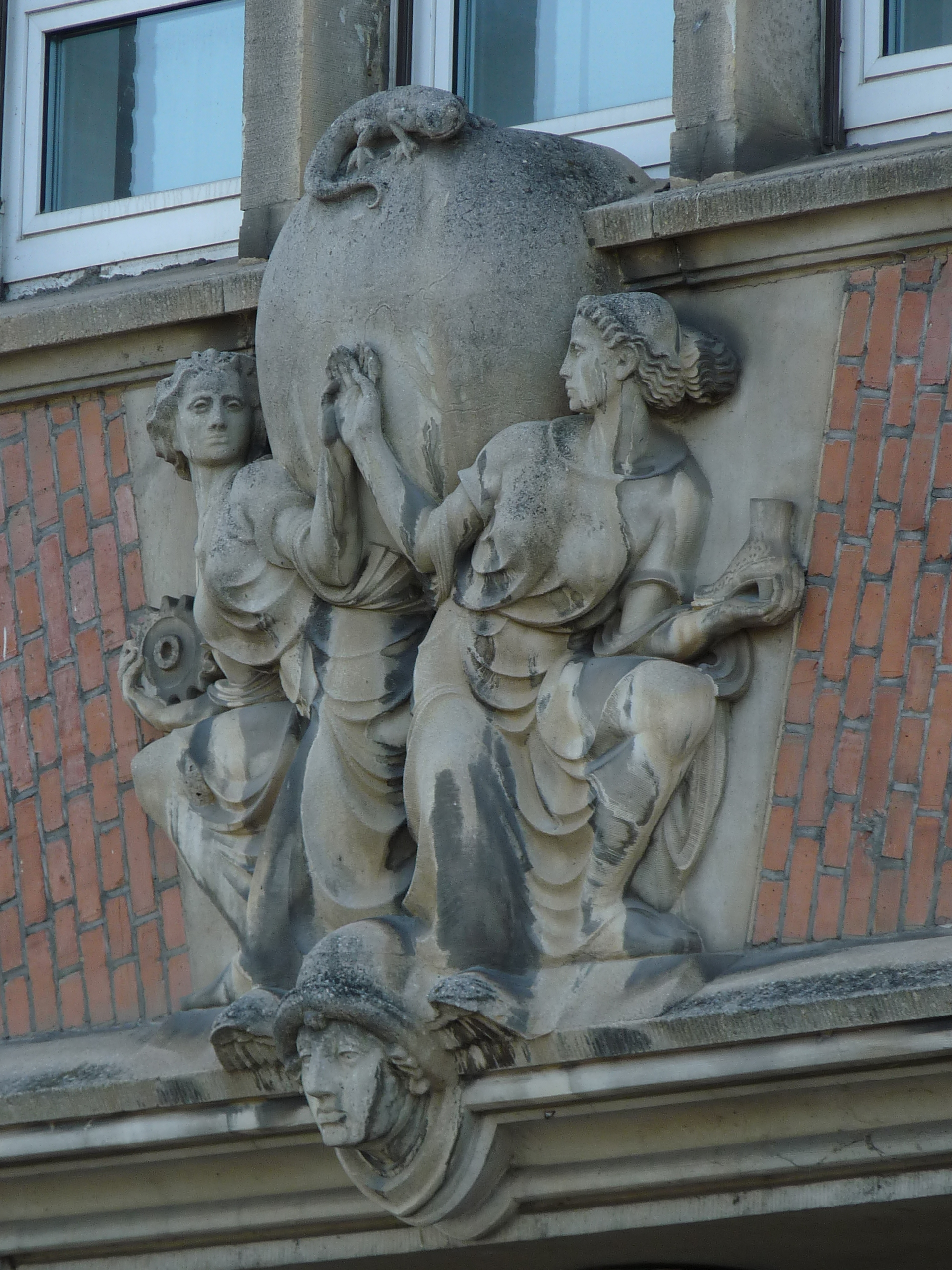
Fassadendetail am Haupteingang von Josef Zeitler

Das Salamander-Areal im baden-württembergischen Kornwestheim ist eine ehemalige Schuhfabrik und ursprünglicher Hauptsitz der J. Sigle & Cie., die von Schuhmacher Jakob Sigle 1891 gemeinsam mit dem Kaufmann Max Levi gegründet wurde. Es stellt ein bedeutsames Monument der Industriearchitektur und Industrialisierung dar. Nach der Aufgabe der Produktion umfasst es neben einem Factory-Outlet-Center der Salamander AG mehrere andere Bekleidungsgeschäfte und Dienstleister, umfangreiche Büroflächen sowie das zentrale baden-württembergische Grundbucharchiv. Das Areal, das sich im Westen der Stadt befindet und umfangreiche Flächen zwischen der Stammheimer Straße und Bolzstraße umfasst, besitzt Denkmalschutz und wird momentan (2013) noch umfassend saniert, ausgebaut und erweitert für weitere Dienstleistungen und Wohnnutzungen.
Der 1885 in Ziegelmauerwerk errichtete und 1923 erweiterte Gebäudekomplex besitzt eine Gesamtnutzfläche von etwa 77.000 Quadratmetern. Er weist einen geschlossenen Innenhof sowie einen weiteren, offenen Hof auf, der an drei Seiten vom Gebäude umschlossen wird. In letzterem befindet sich ein zusätzlicher, frei stehender Bau, der im Obergeschoss Tagungsräume besitzt; der gastronomische Betrieb im Erdgeschoss wird derzeit (Stand 2013) nicht betrieben. Beide Höfe werden als Parkplätze genutzt. Das Gebäude besitzt im Haupteingangsbau noch einen in Betrieb befindlichen Paternosteraufzug aus dem Jahre 1925. Die Architektur des Gebäudes ist von Backsteingotik und Expressionismus inspiriert und weist in Details Ähnlichkeiten mit dem Hamburger Chilehaus auf. Die Fassade des Haupteingangs, direkt gegenüber dem Kornwestheimer Personenbahnhof gelegen, ist reich geschmückt und hat wie das komplette Areal die Bombardierung Kornwestheims im Zweiten Weltkrieg relativ unbeschädigt überstanden. Teile des dritten und vierten Obergeschosses wurden nach Kriegsende instand gesetzt bzw. neu errichtet. 
Während der 1960er Jahre erlebte die Produktion im Salamander-Areal ihre Blütezeit und erreichte 1967 ihren Höhepunkt, als das Unternehmen am Standort Kornwestheim 11.000 Mitarbeiter beschäftigte und 13,5 Millionen Paar Schuhe produzierte. Ab 1971 setzte der langsame Niedergang der Produktion ein, bedingt durch die erstarkende Konkurrenz ausländischer Billighersteller. Nach wechselvoller Geschichte wurde am 1. Juli 2008 der Sitz der Salamander AG von Kornwestheim nach Offenbach am Main verlegt.

## Galerie

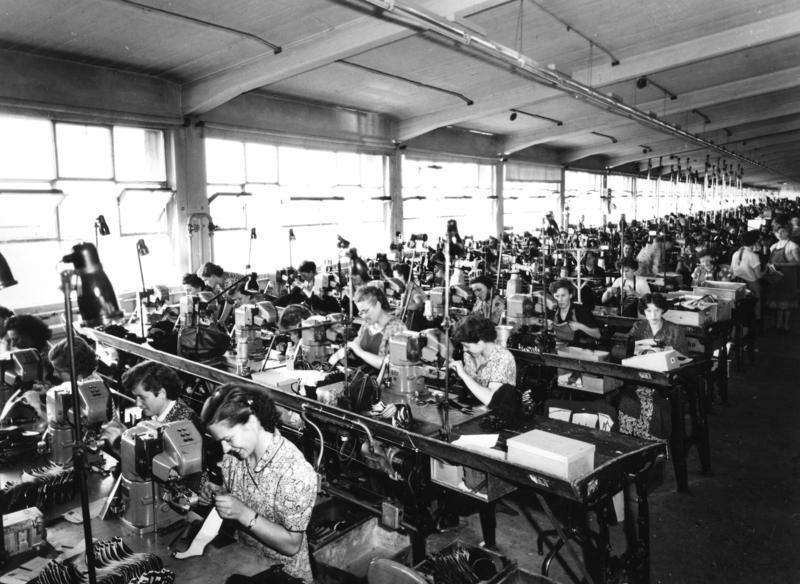
Schuhherstellung bei Salamander um 1954
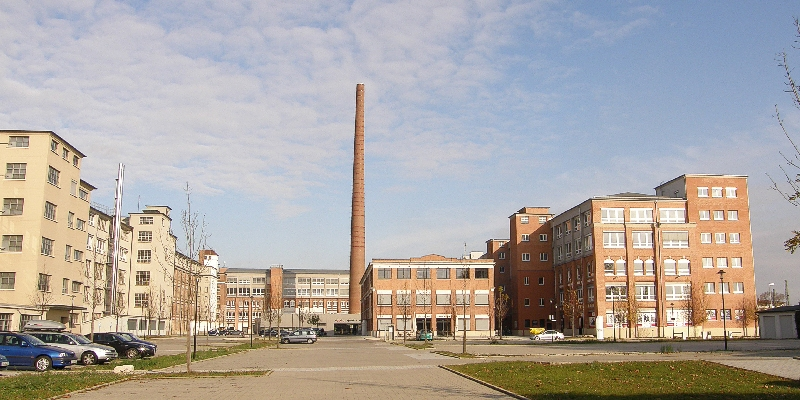
Blick auf offenen Hof und Tagungsgebäude (Mitte)
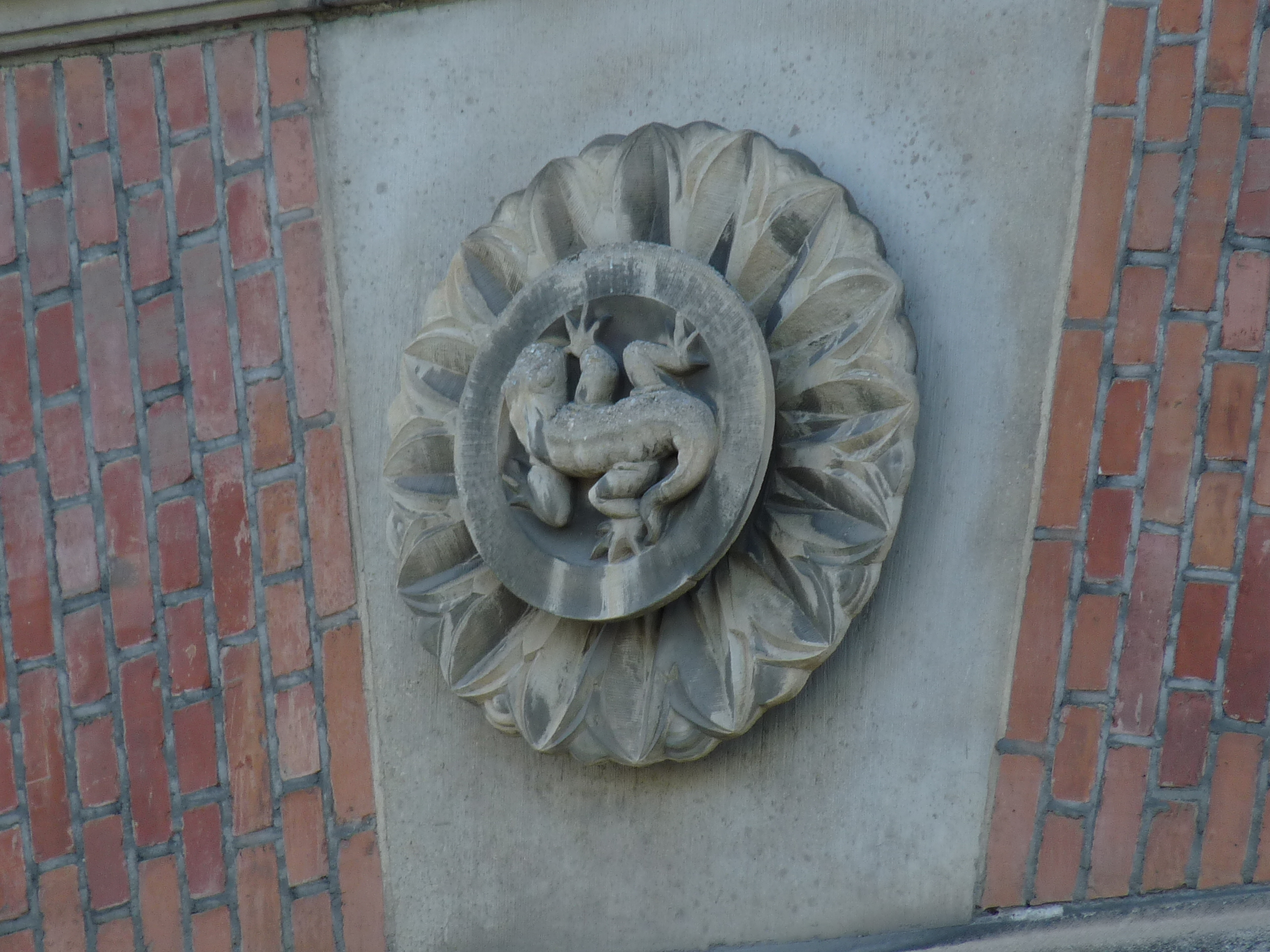
Fassadendetail am Haupteingang
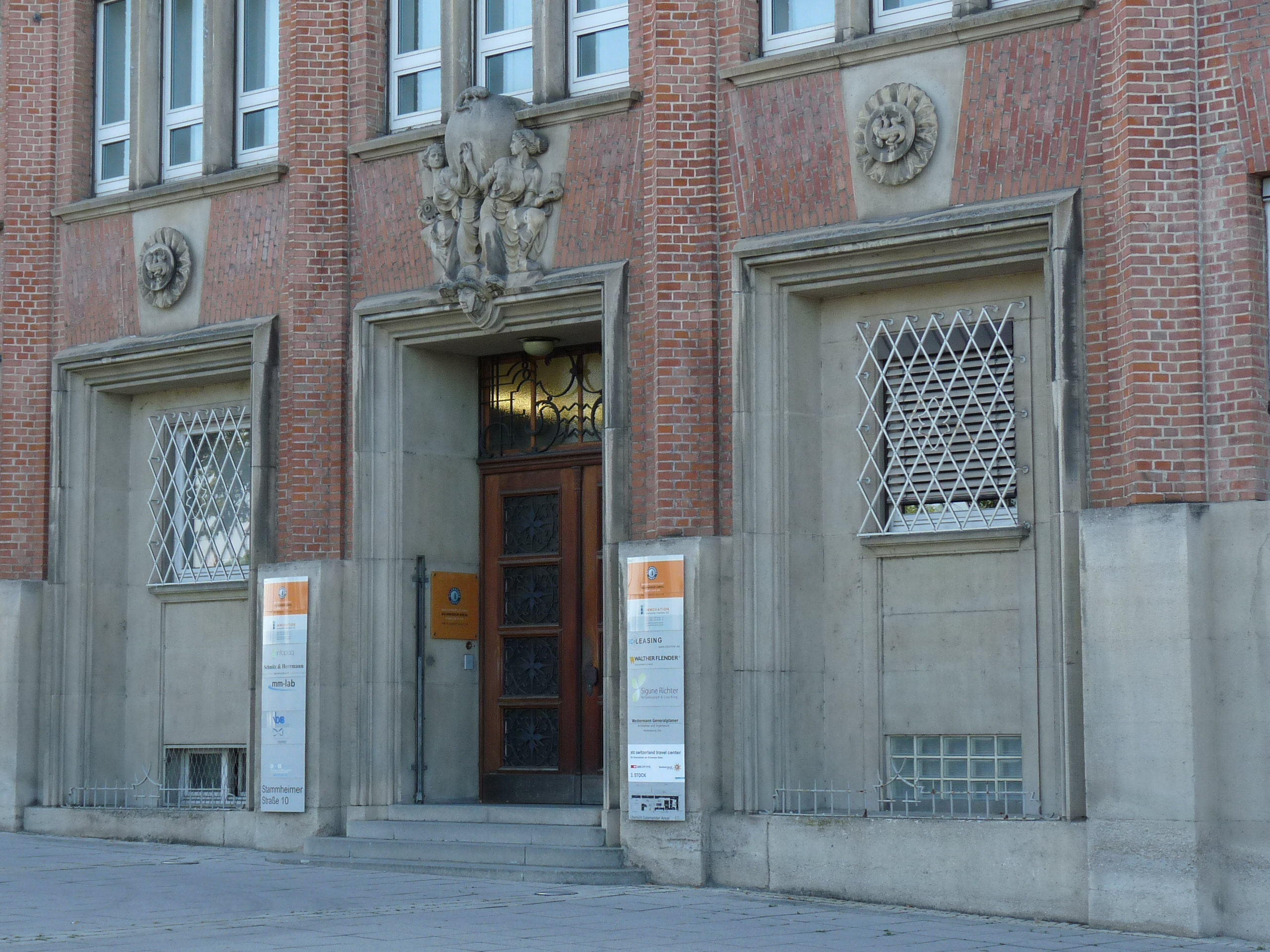
Fassadendetails am Haupteingangsbau